# Winplot
O Winplot é um aplicativo para Windows que permite a plotagem de curvas e superfícies. Lançado em torno de 1985, o programa foi inicialmente escrito na linguagem C, e desde 2001 é desenvolvido em C++.